# Memorias de la condesa de Espoz y Mina
Las Memorias de la Condesa de Espoz y Mina es una obra escrita por Juana de Vega, condesa viuda de Espoz y Mina en que describe sus años como aya al servicio de Isabel II y su hermana Luisa Fernanda.

## Historia
Durante la primera parte de la minoría de edad de Isabel II, los cargos de camarera mayor y aya de la reina habían estado unidos en la persona de Joaquina Téllez-Girón, marquesa consorte de Santa Cruz. La marquesa de Santa Cruz era una dama muy cercana al entorno de la reina gobernadora, María Cristina de Borbón. Tras la renuncia de esta a la regencia el 17 de octubre de 1840 y su exilio en Francia, el célebre militar Baldomero Espartero, duque de la Victoria fue nombrado regente del reino.
Ante la ausencia de la madre de la reina de España, que además de regente, era su tutora, las Cortes nombraron tutor al veterano político liberal, Agustín Argüelles en mayo de 1841. Este a su vez, despojó a la marquesa de Santa Cruz del cargo de aya de la reina y la infanta, nombrando para este cargo a Juana de Vega, viuda del general liberal Espoz y Mina el 29 de julio de 1841. Tres días después de la llegada de esta a palacio, la marquesa de Santa Cruz fue sustituida también como camarera mayor de palacio por la marquesa consorte de Bélgida, María Benita Palafox y Portocarrero. 
Las memorias fueron escritas al poco tiempo de haber renunciado la condesa en su servicio de Isabel II y su hermana Luisa Fernanda, el 23 de julio de 1843.
Las memorias fueron publicadas en 1910 a instancias de José Canalejas, con un amplio estudio introductorio escrito por Juan Pérez de Guzmán.
En 2014, la Agencia del Boletín Oficial del Estado volvió a publicar el facsímil de 1910.

## Descripción

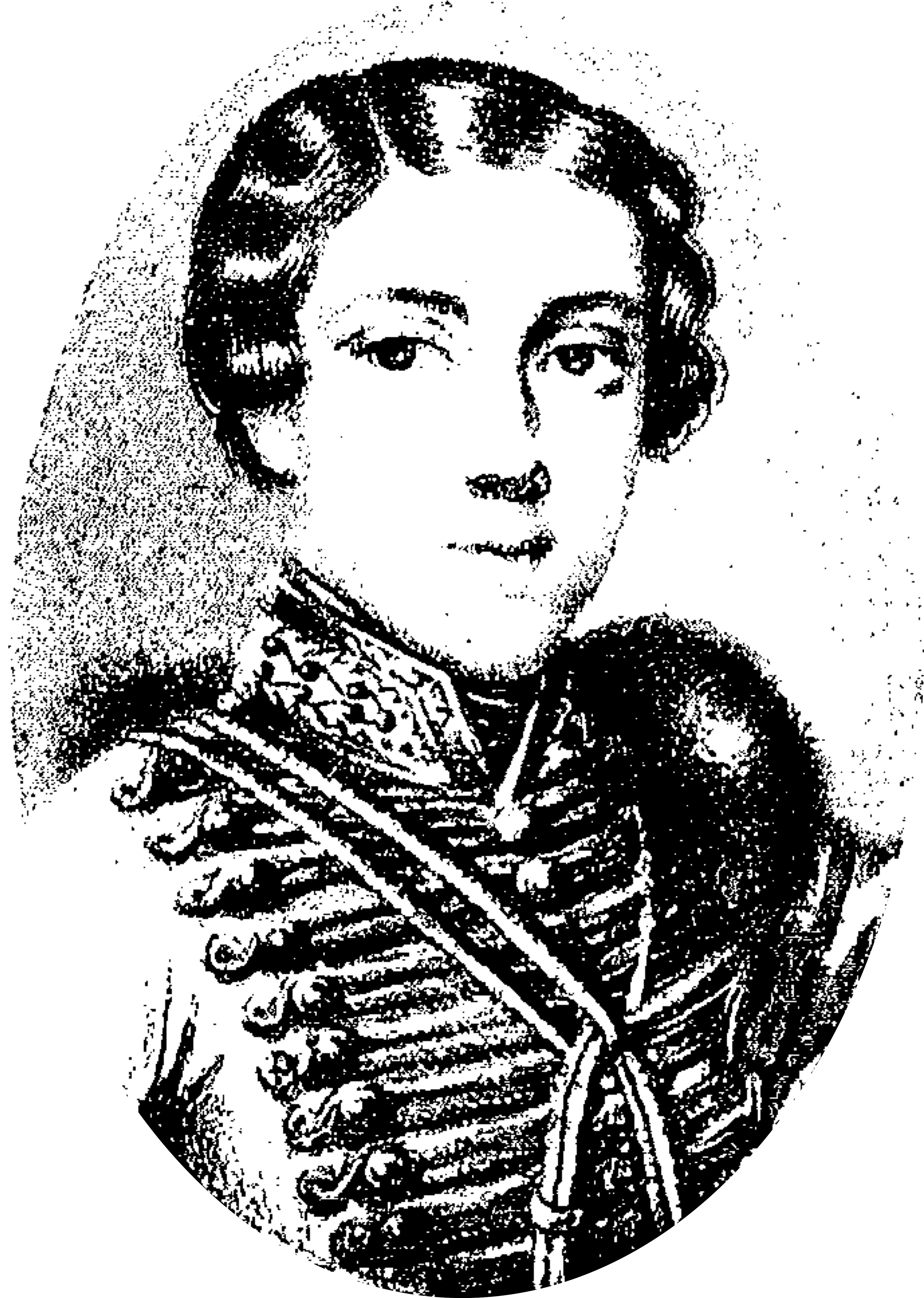
Retrato del entonces infante Francisco de Asís presentado por el maestro Ventosa a Isabel II, objeto del conocido como episodio del retrato.

Las memorias, en su edición original de 1910, se suceden siguiendo un orden cronológico y temático.
La importancia de las memorias reside en dos razones principales, en primer lugar, la elevada posición de la condesa que suponía acompañar casi de forma cerca a y constante a la reina y su hermana; y en segundo lugar, la cercanía del momento de su escritura con la época de que tratan.
Se describe el ambiente en el que crecieron Isabel II y su hermana, durante los dos años en que Juana de Vega fue su aya (1841-1842). Durante su mandato como aya, estuvo ayudada por Inés Blake como teniente de aya. Los estudios de las princesas la dirigía el hombre de letras, Manuel José Quintana y eran sus profesores: de primeras letras y nociones elementales, José Vicente Ventosa; de francés y labores, María Brochot, mujer del anterior; de piano, Pedro Albeniz; de canto, Francisco Frontera o "Valdemosa"; y de dibujo, Clara Brunot.
Entre los episodios más célebres se encuentra el relato de lo vivido por Isabel II, su hermana y la servidumbre más inmediata durante el fracasado asalto al Palacio Real dirigido por el general Diego de León, la noche del 7 de octubre de 1841.
Así mismo se describe el episodio conocido como del retrato que forzó la salida de palacio del maestro Ventosa. En julio de 1842, se acusó a José Vicente Ventosa de haber mostrado a Isabel II una miniatura de su primo el infante Francisco de Asís en uniforme de húsares, indicándole que este debía de ser su novio y marido.

## Galería

Pareja de retratos de Isabel II y Luisa Fernanda hacia 1842 por Vicente López
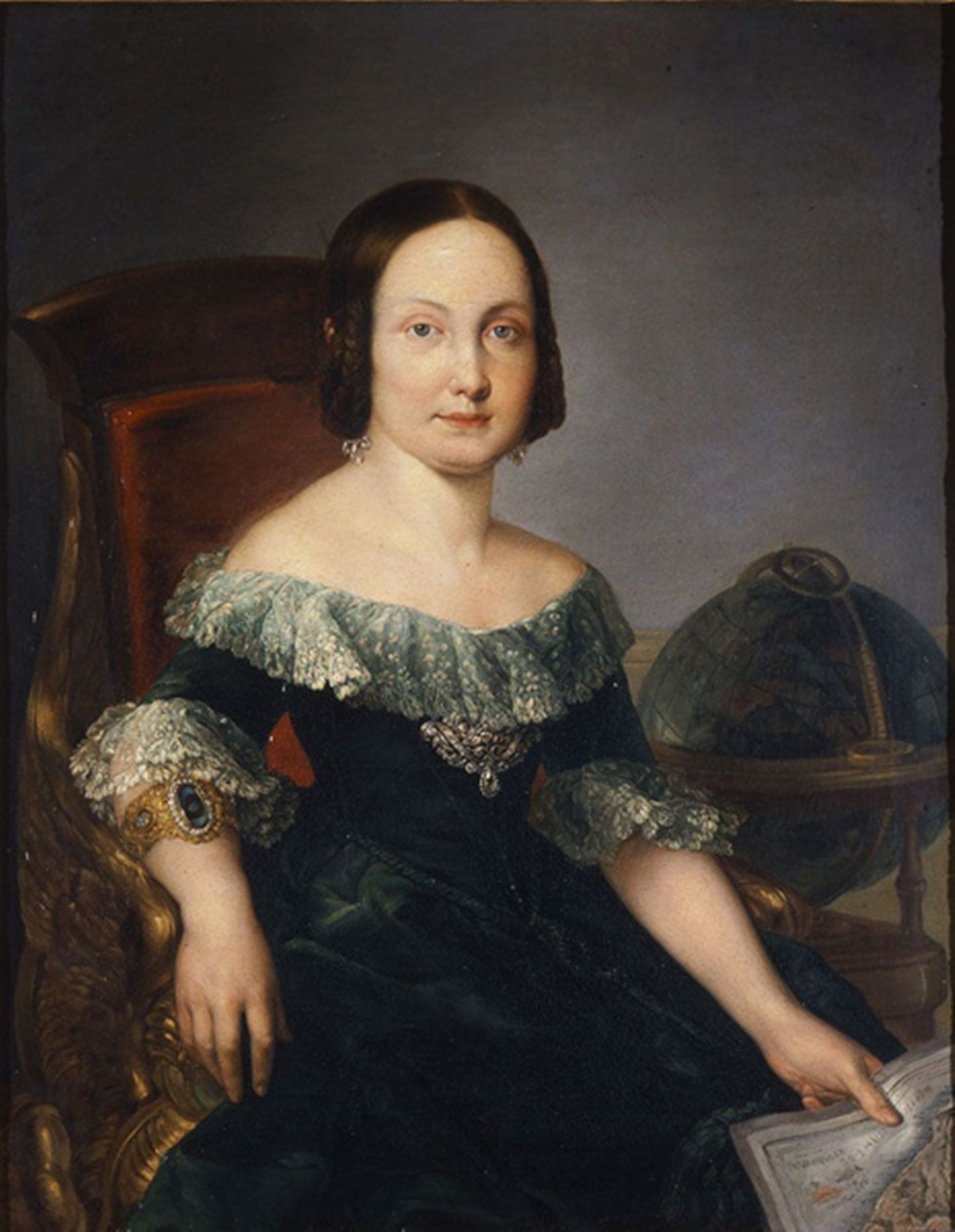
Isabel II estudiando geografía.
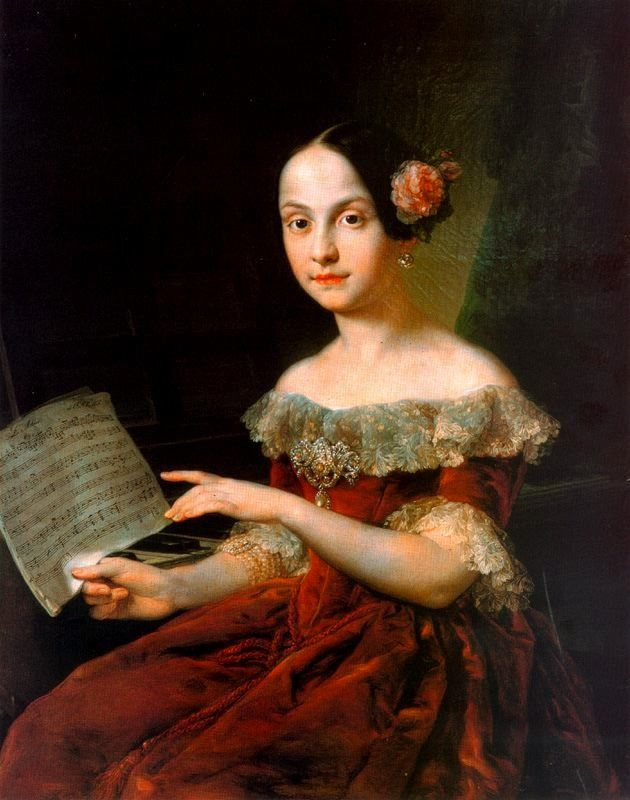
Luisa Fernanda estudiando música.

### Individuales
1. ↑  Luxán Meléndez, José María de (2017). «Memorial de Palacio. Francisco de Luxán, profesor de Isabel II (1842-1843)». Revista de estudios extremeños 73 (3): 2795-2860. ISSN 0210-2854. Consultado el 28 de noviembre de 2021.